# Neil Trudinger
Neil Sidney Trudinger (ur. 20 czerwca 1942 w Ballarat) – australijski matematyk, profesor emeritus Australijskiego Uniwersytetu Narodowego. 
Zajmuje się przede wszystkim równaniami różniczkowymi cząstkowymi, a także geometrią różniczkową i analizą funkcjonalną.

## Życiorys
Studiował na Uniwersytecie Nowej Anglii i Uniwersytecie Stanforda. Stopień doktora uzyskał w 1966 na Uniwersytecie Stanforda, promotorem doktoratu był David Gilbarg.
Na początku kariery pracował na New York University, Macquarie University i University of Queensland. W 1973 związał się aż do emerytury z Australijskim Uniwersytetem Narodowym, gdzie pełnił różne funkcje, m.in. dziekana. W latach 2008–2010 był członkiem pięcioosobowego Komitetu Nagrody Abela.
Swoje prace publikował m.in. w najbardziej prestiżowych czasopismach matematycznych świata: „Annals of Mathematics”, „Journal of the American Mathematical Society”, „Inventiones Mathematicae” i „Acta Mathematica”.
W 2006 roku wygłosił wykład sekcyjny na Międzynarodowym Kongresie Matematyków w Madrycie. 
Członek Royal Society i Australian Academy of Science. W 1996 otrzymał Hannan Medal, a w 2008 Nagrodę Steele’a za książkę Elliptic Partial Differential Equations of Second Order.